# Franchigia (assicurazione)
La franchigia, più raramente scoperto di sicurtà, in campo assicurativo, è la parte di danno che resta a carico dell'assicurato.
È predeterminata dalla compagnia assicuratrice, e può ammontare ad un importo fisso o in percentuale sulla somma assicurata. Si può quindi conoscere prima dell'evento dannoso, a differenza dello scoperto, la cui entità risulta solo dopo aver quantificato il danno.
Essa è analoga al massimale, in quanto rappresenta una limitazione del risarcimento (ma di caso opposto) da parte della compagnia di assicurazione.

## L'opinione tradizionale
Anche se ormai si parla usualmente di "franchigia" o "scoperto", in realtà l'opinione tradizionale, che per la sua chiarezza appare ancora preferibile, individua nello scoperto un valore frazionario (esempio: 10%), calcolato in relazione al danno indennizzabile a termini di polizza; laddove - tecnicamente - sarebbe corretto parlare di "franchigia" soltanto quando si tratti di importo predeterminato in un valore pecuniario assoluto (esempio: 100 euro).

## Il linguaggio assicurativo
Nel linguaggio assicurativo, si intende per franchigia un importo fisso e predeterminato, che di solito resta a carico dell'assicurato o che l'assicurato si impegna a corrispondere all'assicuratore dopo che questi ha risarcito il danno. (Vedi franchigia assoluta e f. relativa).
Si indica, invece, col termine di scoperto quella quota percentuale del danno che non verrà rimborsata, perché "non coperta": ad esempio, "nel caso di furto del veicolo il danno viene risarcito con lo scoperto del 10%" significa che, in caso di furto del veicolo, verrà quantificato il danno, ad esempio 12 000 euro, cui l'assicuratore detrarrà il 10% - ovvero 1 200 euro -, corrispondendo all'assicurato 10 800 euro.

## Franchigia assoluta e relativa
Talvolta nelle polizze si parla di franchigia relativa, nel senso che non si dà luogo ad indennizzo al di sotto di un certo valore, ma - se esso risulta superato - l'indennizzo è pieno.
Oppure, si parla di franchigia assoluta quando parte dell'ammontare rimane in ogni caso a carico dell'assicurato: la compagnia paga un indennizzo al netto della franchigia.
L'assicuratore non paga alcunché quando il danno stimato è inferiore alla franchigia, ed in tale ipotesi è indifferente che essa sia "assoluta" o "relativa".

## La particolare disciplina in tema di r.c.a.
È interessante notare che - per effetto dell'art. 18 della legge 24 dicembre 1969, n. 990 (istitutiva dell'assicurazione obbligatoria per la responsabilità civile derivante dalla circolazione di veicoli a motore), in nessun caso la franchigia (o qualunque altra limitazione derivante da contratto) può essere opposta al danneggiato, che - in omaggio al regime di azione diretta (il danneggiato può chiamare in giudizio la compagnia di assicurazione direttamente) - avrà diritto ad ottenere il totale risarcimento (se è esente da responsabilità, s'intende), e i rapporti contrattuali tra compagnia ed assicurato verranno regolati in un momento successivo.
Dal 01/01/2006, per effetto dell'entrata in vigore del d.lgs. 7 settembre 2005 n. 209 ("Codice delle assicurazioni private"), la legge n. 990/1969 è stata abrogata, così come sono state abrogate altre leggi, decreti e disposizioni precedenti. Il nuovo codice  è la prima delle numerose disposizioni di legge che nell'ultimo biennio hanno modificato in modo evidente il settore assicurativo.
Il fondo vittime della strada istituito con legge n. 990 del 1969 provvede al risarcimento per danni a persone e cose causate da veicoli o natanti non assicurati per la totalità nel caso di danni alla persona e con una franchigia di 500 euro per i danni alle cose.

## Assicurazione auto e cose
In una tipica polizza auto, la franchigia si applica alle richieste di risarcimento derivanti da danni o perdita del veicolo dell'assicurato, indipendentemente dal fatto che i danni o la perdita siano causati da incidenti di cui il proprietario è responsabile, o da atti di vandalismo o furto. A seconda della polizza assicurativa, la franchigia può variare a seconda del tipo di spese sostenute che danno luogo a una richiesta di risarcimento.

## Assicurazione sanitaria e di viaggio
La maggior parte delle polizze di assicurazione sanitaria e alcune polizze di assicurazione viaggi prevedono anche una franchigia. Anche il tipo di franchigia dell'assicurazione sanitaria può variare, sia a livello individuale che familiare.
A causa della natura delle cure mediche, l'assicurato si trova spesso a dover affrontare più spese mediche che si protraggono per diversi giorni per un'unica malattia o infortunio.. Pertanto, le franchigie delle assicurazioni sanitarie sono spesso addebitate su base continuativa (ad esempio, annuale) piuttosto che per singola visita.

## Assicurazioni industriali e commerciali
Nell'attuale mercato assicurativo, i vettori tradizionali stanno riducendo il rischio di sinistri, con conseguente aumento delle franchigie, che gravano maggiormente sugli assicurati piuttosto che sull'assicuratore. Le franchigie per il rischio industriale sono solitamente espresse come percentuale della perdita, spesso, anche se non sempre, con importi minimi e massimi. Si tratta di un sistema simile alla coassicurazione, in cui la compagnia paga una certa percentuale delle perdite combinata con soglie minime e massime di prestazioni.

## Etimologia e altri significati
La parola deriva dal francese antico franchise, libero. Con questo significato (concessione di libertà) viene utilizzata nell'italiano letterario.
In tempi più recenti, ha indicato l'esenzione legale da un pagamento e il permesso, concesso ai marinai di una nave in porto, di scendere a terra.